# Radim Jehlička
Radim Jehlička (* 7. února 1995, v Hradci Králové) je bývalý český fotbalový brankář, v sezoně 2013/14 působil v FC Hradec Králové na pozici třetího brankaře druholigového A mužstva.

## Klubová kariéra

### Mládežnické týmy
Svoji fotbalovou kariéru začal v 7 letech v týmu FK Skuteč. Následovalo krátké působení v nedalekém SK Chrast. V roce 2008 odešel do mládeže MFK Chrudim a poté v roce 2010 do FC Hradec Králové. Chytal v mládežnických reprezentacích ČR U16, U17 i U18. V Hradci se přes všechny dorostenecké kategorie propracoval až do prvního mužstva.

### Dospělé kategorie
Byl členem kádru FC Hradec Králové, který v druholigové sezoně 2013/14 postoupil do nejvyšší soutěže. V sezonách 2013/14 a 2014/15 pravidelně nastupoval za tým U21 v Juniorské lize. Hradec opustil v létě 2015 a od této chvíle působil v nižších soutěžích. Sezonu 2015/16 strávil na hostování v divizním Ústí nad Orlicí, kde odchytal 12 utkání. V sezoně 2016/17 nastoupil do 20 zápasů Pardubické 1.A třídy v dresu TJ Luže. V následujícím ročníku pomohl týmu SK Spartak Slatiňany k vítězství v Pardubickém přeboru, když zasáhl do 28 utkání. Na podzim 2018 odchytal 8 utkání v dresu Letohradu v Pardubickém přeboru.
Následně si dal v roce 2019 od fotbalu pauzu. V lednu 2020 se stal hráčem Skutče, kde s fotbalem začínal. Vlivem pandemie covidu-19, která v březnu 2020 ukončila všechny amatérské fotbalové soutěže, tak nakonec nezasáhl do žádného utkání. Podzimní část sezony 2020/21 strávil v týmu TJ Mezilesí Načešice, kde odehrál 7 zápasů v Pardubické 1.A třídě. Poté ve svých 25 letech aktivní fotbalovou činnost ukončil.

## Reprezentační kariéra
Radim Jehlička nastoupil ke 3 zápasům reprezentace ČR U16, 8 zápasům reprezentace ČR U17 a ke 3 zápasům reprezentace ČR U18.